# هارولد ویلسون (فیزیکدان)
هارولد آلبرت ویلسون، عضو انجمن سلطنتی (۱ دسامبر ۱۸۷۴–۱۹۶۴) یک فیزیکدان انگلیسی بود.

## پیشینه
ویلسون در شهر یورک به دنیا آمد و پسر یک کارمند راه‌آهن بود. مادر او آن گیل، دختر یک مزرعه‌دار از تاپ‌کلیف بود. هارولد خواهری به نام لیلیان داشت که با سر اوِن ویلانز ریچاردسون ازدواج نمود.

## تحصیلات
ویلسون تحصیلاتش را در کالج یورک‌شایر دانشگاه لیدز و دانشگاه برلین انجام داد.

## مسیر شغلی
در سال ۱۸۹۶ او همکار فیزیکدان انگلیسی، جی جی تامسون در کمبریج بود و یکی از نخستین اندازه‌گیری‌های بار الکترون را انجام داد. او مدرک دکترای علمی‌اش را در سال ۱۹۰۰ در لندن دربافت نمود. از سال ۱۹۰۱ تا ۱۹۰۴ او دانشجوی جیمز کلارک ماکسول در آزمایشگاه کاوندیش بود. او در سال ۱۹۰۵ ابتدا استاد و سپس پروفسور فیزیک دانشگاه کینگز لندن شد. در سال ۱۹۰۹ او پروفسور فیزیک در دانشگاه مک‌گیل در مونترئال بود. در سال ۱۹۱۲ به دانشگاه رایس پیوست و کرسی نخست دپارتمان فیزیک آنجا را به خود اختصاص داد. او پیش از آنکه به عنوان فیزیکدان در یک شرکت نفتی مشغول به کار شود، در سال ۱۹۲۴ یک سال را در دانشگاه گلاسگو گذراند. در سال ۱۹۴۷ از دانشگاه رایس بازنشسته شد

## افتخارات
ویلسون به عنوان عضو انجمن سلطنتی برگزیده شد. نام جایزه ویلسون در دانشگاه رایش نیز از نام او گرفته شده‌است.